# Domenico Gilardi
Domenico Gilardi o Gilliardi (en ruso: Доменико / Дементий Иванович Жилярди, Dementi Ivánovich Gilardi) (1785-1845), fue un arquitecto suizo de origen  ticinés  que pasó la mayor parte de su vida en el Imperio ruso y que trabajó principalmente en Moscú, en estilo neoclasicista. Fue uno de los arquitectos clave encargado de la reconstrucción de la ciudad después del incendio de Moscú de 1812. El legado de Gilardi sobrevive en edificios públicos como el Orfanato de Moscú, la Casa de las Viudas, el Instituto de Catalina y el Antiguo Salón de la Universidad de Moscú, el palacio Slobodá en estilo Imperio,  muchas mansiones particulares, etc.

## Primeros años
Domenico Gilardi formaba  parte de una dinastía ticinesa de arquitectos y artesanos originarios de Montagnola (hoy Tesino) que se instaló en Rusia a mediados del siglo XVIII. Domenico mismo nació en Montagnola y vivió allí hasta que su madre lo llevó a Rusia en 1796, a la edad de once años. Su padre Giovanni (también conocido como Iván Deméntievich) se instaló a Moscú, donde era muy conocido en Moscú y fue nombrado arquitecto de Estado para participar en la  edificación del enorme orfanato de Catalina la Grande.
Domenico anhelaba una carrera en pintura, por lo que en 1799, su padre lo envió al taller italiano de Carlo Scotti en San Petersburgo, donde estuvo hasta 1803. Después de la muerte de  Pablo I, la emperatriz viuda María Fiódorovna le premió con una beca y, finalmente, una gira de estudios financiada por el estado a Italia. De 1803 a 1810, Domenico estudió arte y arquitectura en Milán, Florencia, Venecia y Roma.
Domenico regresó a Rusia en junio de 1810, y en enero de 1811 se unió al taller de su padre, que era el arquitecto del enorme Orfanato de Moscú (Воспитательный дом, Casa de la Muerte), con Afanasi Grigóriev. Las dos primeras etapas de esta enorme edificación, concebida por el educador Iván Betskói, se completaron en 1764-1781 y requirieron continuas adiciones y mejoras. Domenico permaneció al servicio del Orfanato el resto de su carrera.

## Carrera profesional

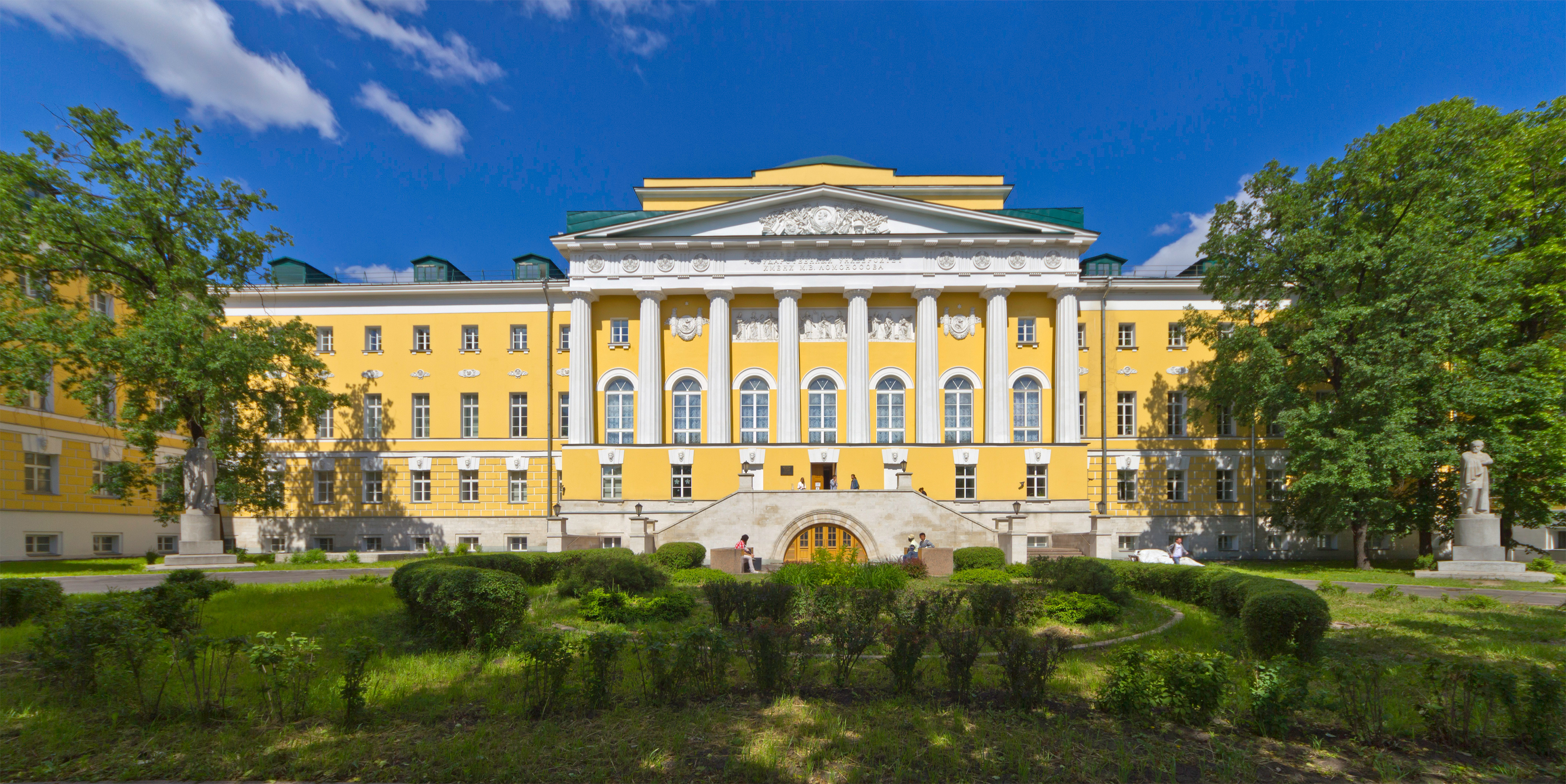
Universidad de Moscú, como fue reconstruida por Gilardi

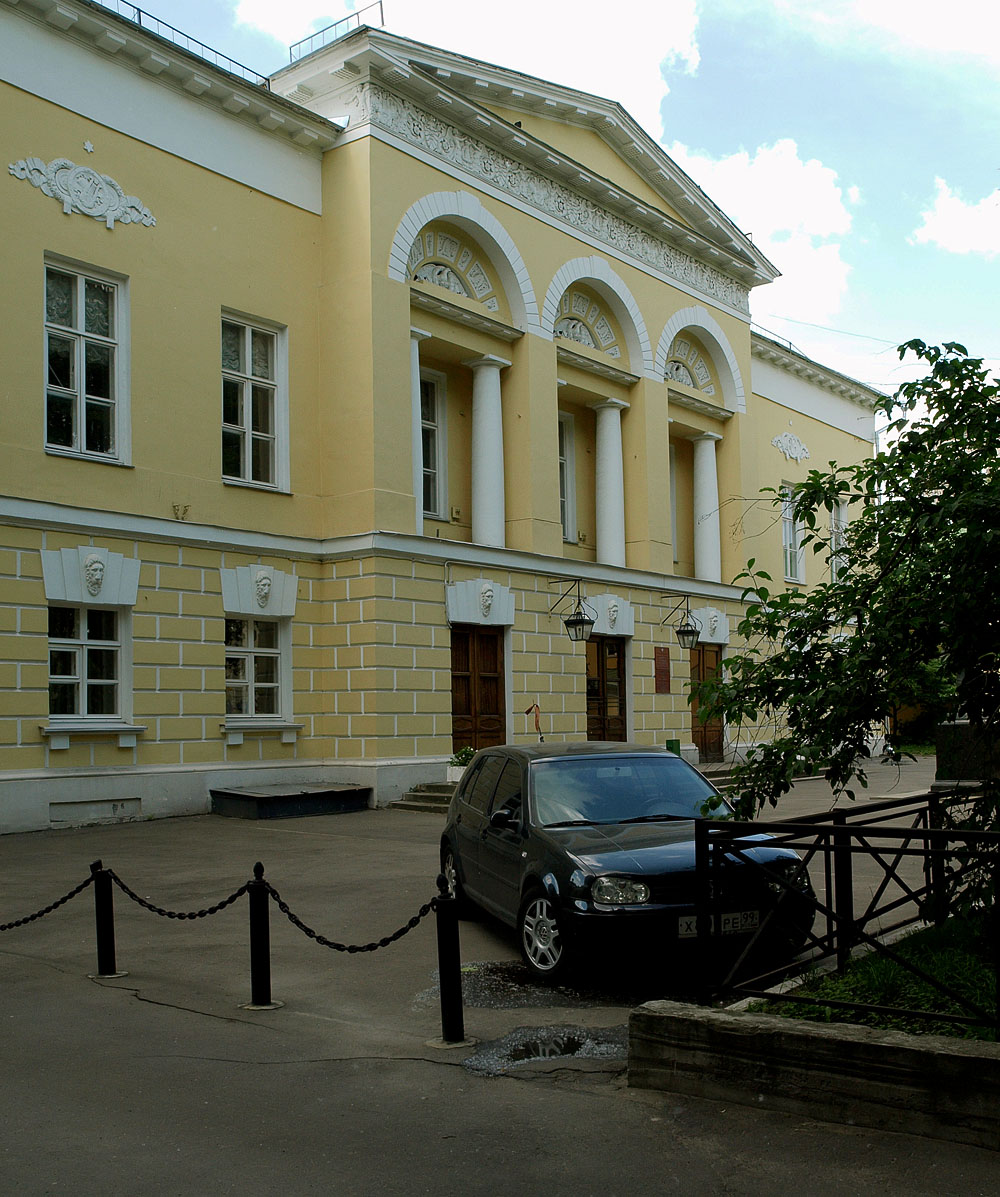
Casa particular de los príncipes Gagarin, en el n.º 25 de la calle Povarskaya, Moscú

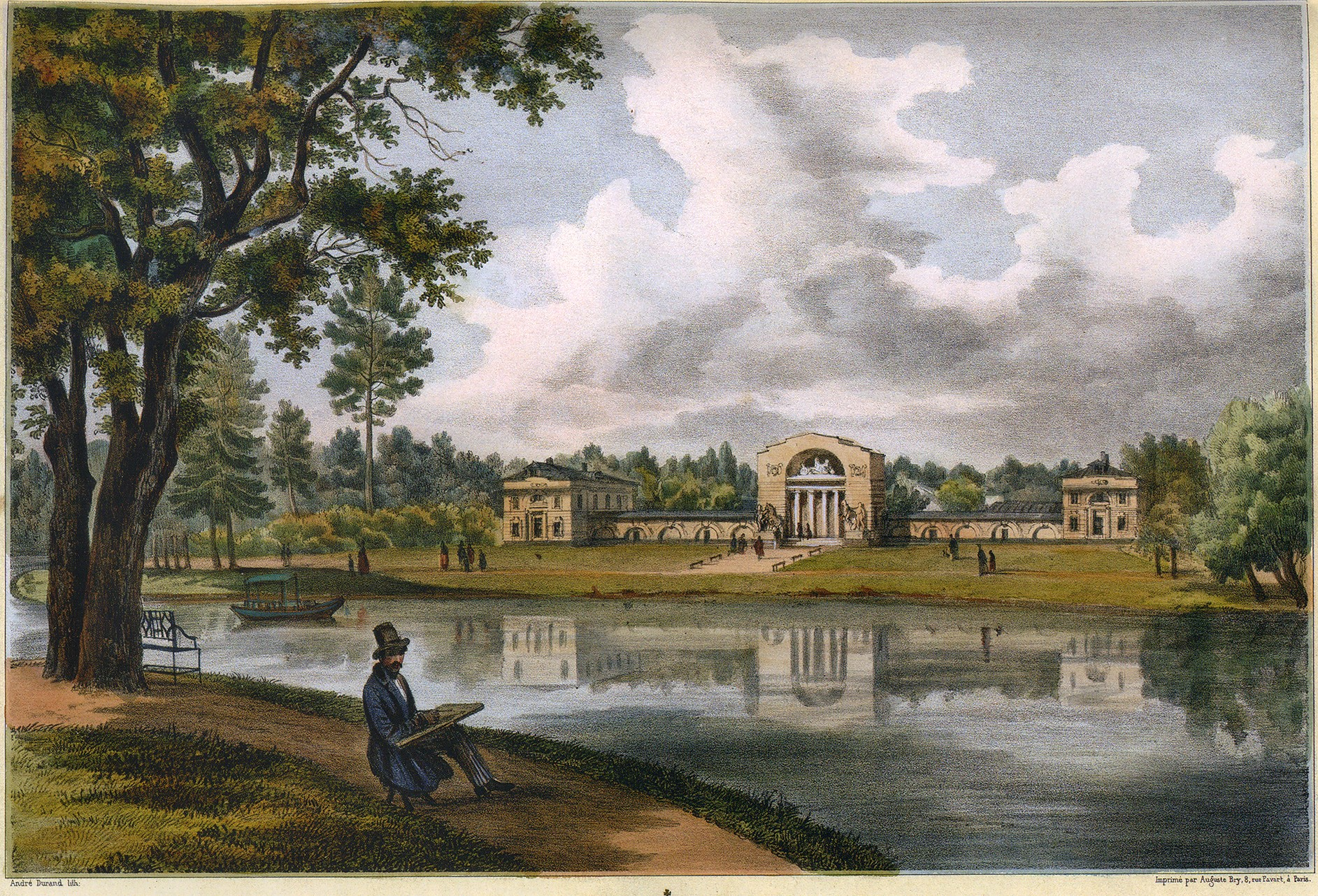
Pista de equitación, parque Kuzminki (ahora dentro de los límites de Moscú)

En 1812, después de la batalla de Borodinó, los Gilardis huyeron de Moscú. La ciudad se quemó en septiembre de 1812; el desastre creó una gran cantidad de oportunidades para los arquitectos que se congregaron en Moscú. En 1813, Domenico se unió a la Comisión de Construcción del Kremlin, restaurando el gran Campanario de Iván el Grande y otras pérdidas de guerra. Cuando su padre se retiró a Ticino en 1817, Domenico heredó su puesto como arquitecto principal del Orfanato.
En 1817-1819 completó su primer trabajo independiente, con la ayuda de Afanasi Grigóriev —un arquitecto siervo recientemente emancipado—, la reconstrucción del edificio de la Universidad en la calle  Mojovaya que había diseñado Matvéi Kazakov. Gilardi mantuvo la planta en lo básico, pero cambió considerablemente el estilo exterior, con hermosas columnas en la fachada. En 1818, también recibió encargos para reconstruir la Casa de las Viudas (Вдовий Дом) y el Instituto de Catalina (Екатериниоское училище). En muy poco tiempo, Gilardi concentró los esfuerzos para restaurar los cuatro edificios públicos más grandes de la ciudad, con la ayuda de Grigóriev.
El estilo de Gilardi se remonta a la variedad milanesa del clasicismo imperial, Luigi Cagnola  y, en particular, al Bonaparte Forum de Antonio Antolini. Grigóriev siguió más adelante el mismo canon. El talento arquitectónico de Gilardi es controvertido, pero su éxito en la gestión de la construcción y la capacidad de dirigir grandes proyectos concurrentes es incuestionable.
Su primer trabajo en la nueva construcción fue el edificio rosa de la Junta de Síndicos, un nuevo bloque en el lote del Orfanato (en la calle Solianka, ahora Academia de Ciencias Médicas), con su cúpula característica, su frontón clásico y columnas jónicas blancas que son evidencia de refinamiento y armonía. Le siguieron encargos privados de las familias Gagarin (palacio amarillo de estilo paladiano en la calle Povarskaya) y Golitsyn  (finca Kuzminki, 1820-1832). En 1826-1832, Gilardi supervisó la reconstrucción del palacio Slobodskói en el distrito Lefórtovo, una subsidiaria del Orfanato. También son dignas de mención la mansión particular de los Lounine, en la Puerta Nikitsky en el anillo de los Bulevares, o la mansión de los Usachov en el cinturón o anillo de los jardines. Grigóriev lo reemplazó cuando Gilardi viajó a Europa y regresó.
Después de menos de veinte años de práctica activa, Gilardi se retiró y se fue a Suiza en 1832 y murió trece años más tarde en Milán. De regreso a casa, completó solo un proyecto: una capilla cerca de Montagnola.
En Moscú, algunos estudiantes y socios menores de Giliardi continuaron sus trabajos en Moscú:
- Afanasi Grigóriev (1782–1868)
- Alessandro Gilardi (1808–1871)
- Yevgraf Tyurin (1792–1870)
- Mijaíl Bykovski.

La obra de Gilardi se caracteriza por un estilo Imperio, más bien en el gusto italiano que en el gusto francés, es decir, más ligero y más delicado.

## Edificios notables
De nueva construcción
- 1814-1822: Casa Lunin (plaza Nikítskie Vorota) (hoy Museo Estatal de Arte Oriental)
- 1820-1822: Casa particular de los príncipes Gagarin, en el n.º 25 de la calle Povarskaya,  Moscú[4]
- 1820-1832: Finca Kuzminki: pista de equitación, granja, servicios[5]
- 1823-1826: Edificio de la Junta de Síndicos en El Orfanato (14a, calle Solianka)
- 1829-1831: Casa Usachov (calle Zemlyanói Val)

Obras de nueva construcción
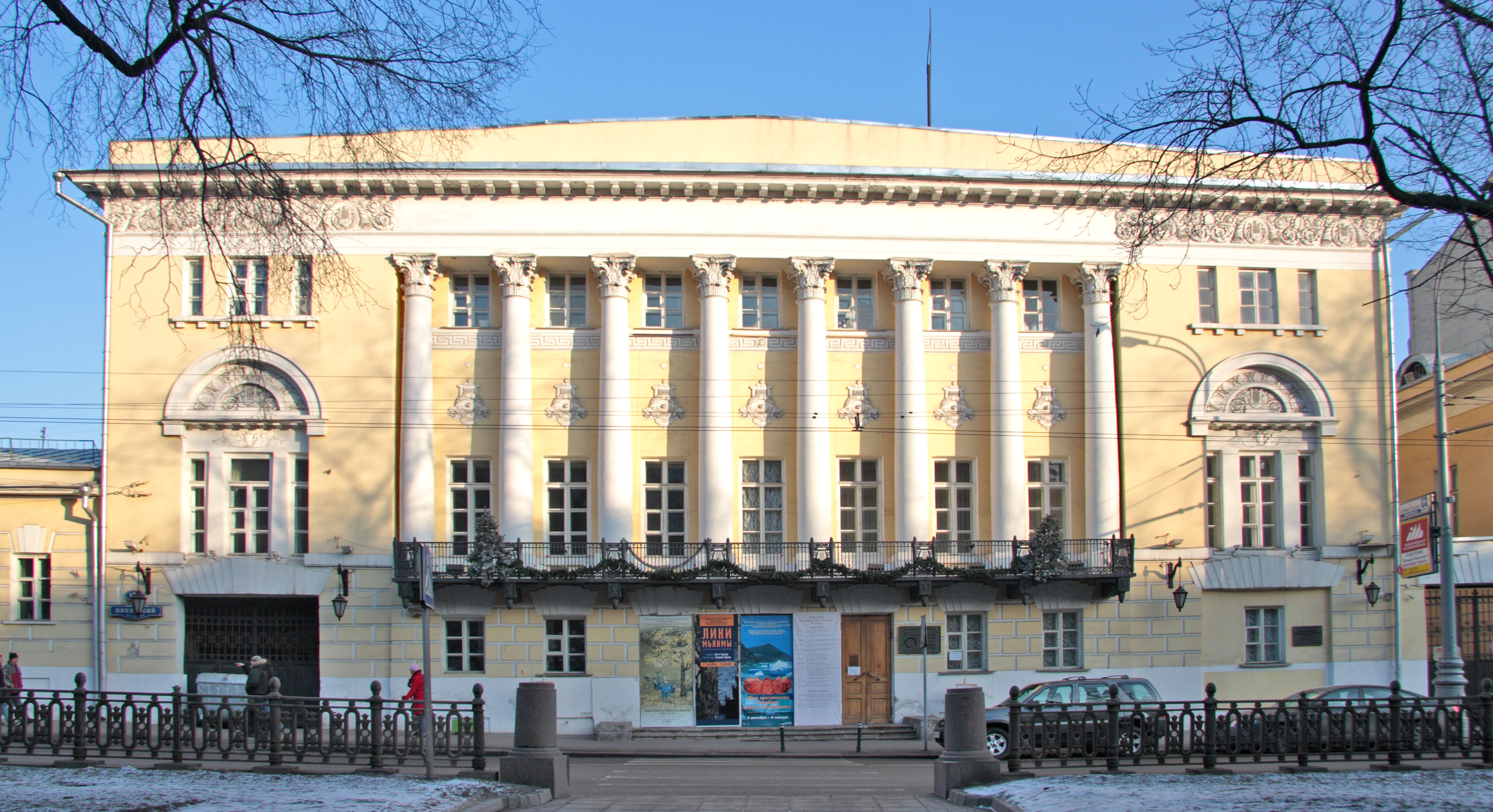
Casa Lunin
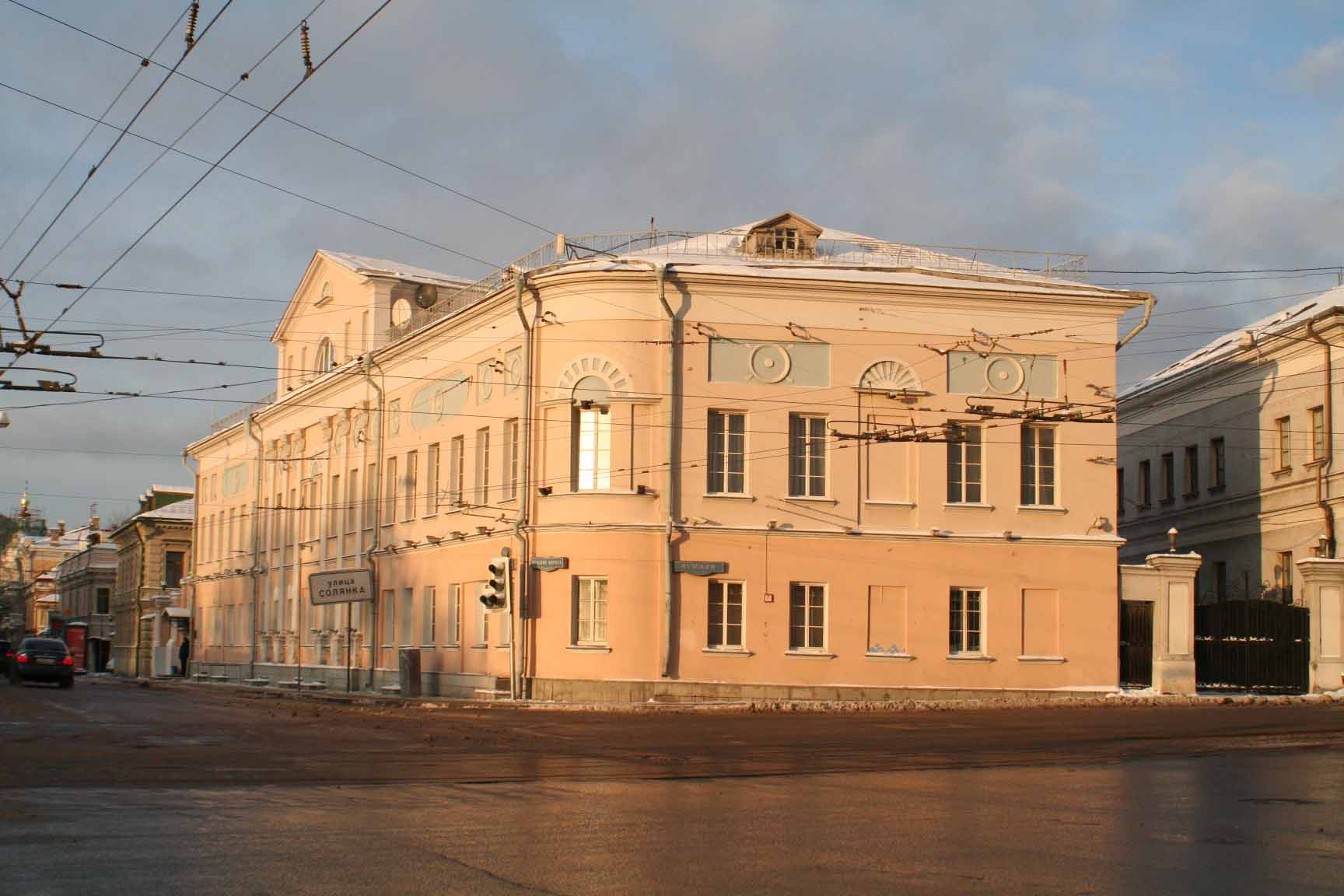
Casa de los Bókov en la calle Solianka, 15 (1806—1812)
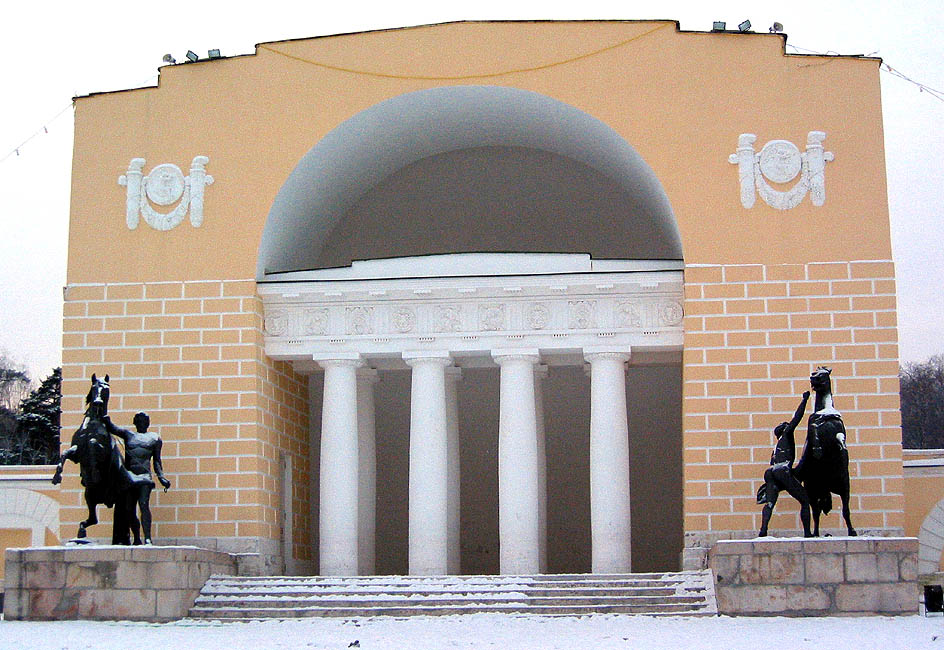
Finca Kuzminki que inicialmente perteneció a los Golitsin
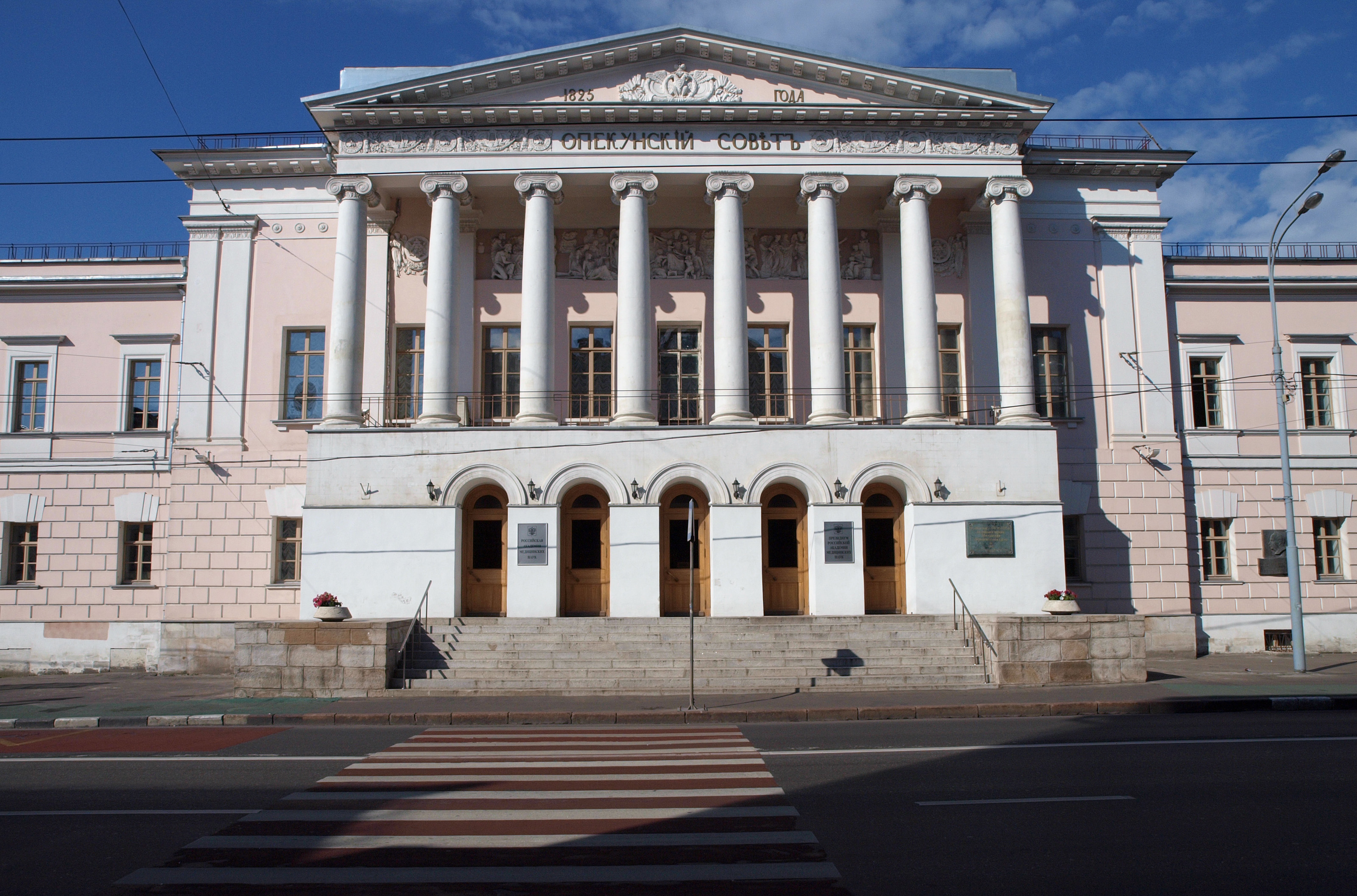
Edificio de la Junta de Síndicos en El Orfanato

Reconstrucción
- 1813-1817: Kremlin: arquitecto asistente en la reconstrucción del gran campanario de Iván el Grande
- 1817-1819: Universidad de Moscú
- 1818-1824: Instituto de Catalina (hoy plaza Suvórov, Moscú) (hoy Centro de Cultura de las Fuerzas Armadas Rusas)
- 1818-1823: Casa de Viudas (plaza Kúdrinskaya)
- 1826-1832: palacio Slobodskoy (distrito de Lefórtovo)

Obras reconstruidas
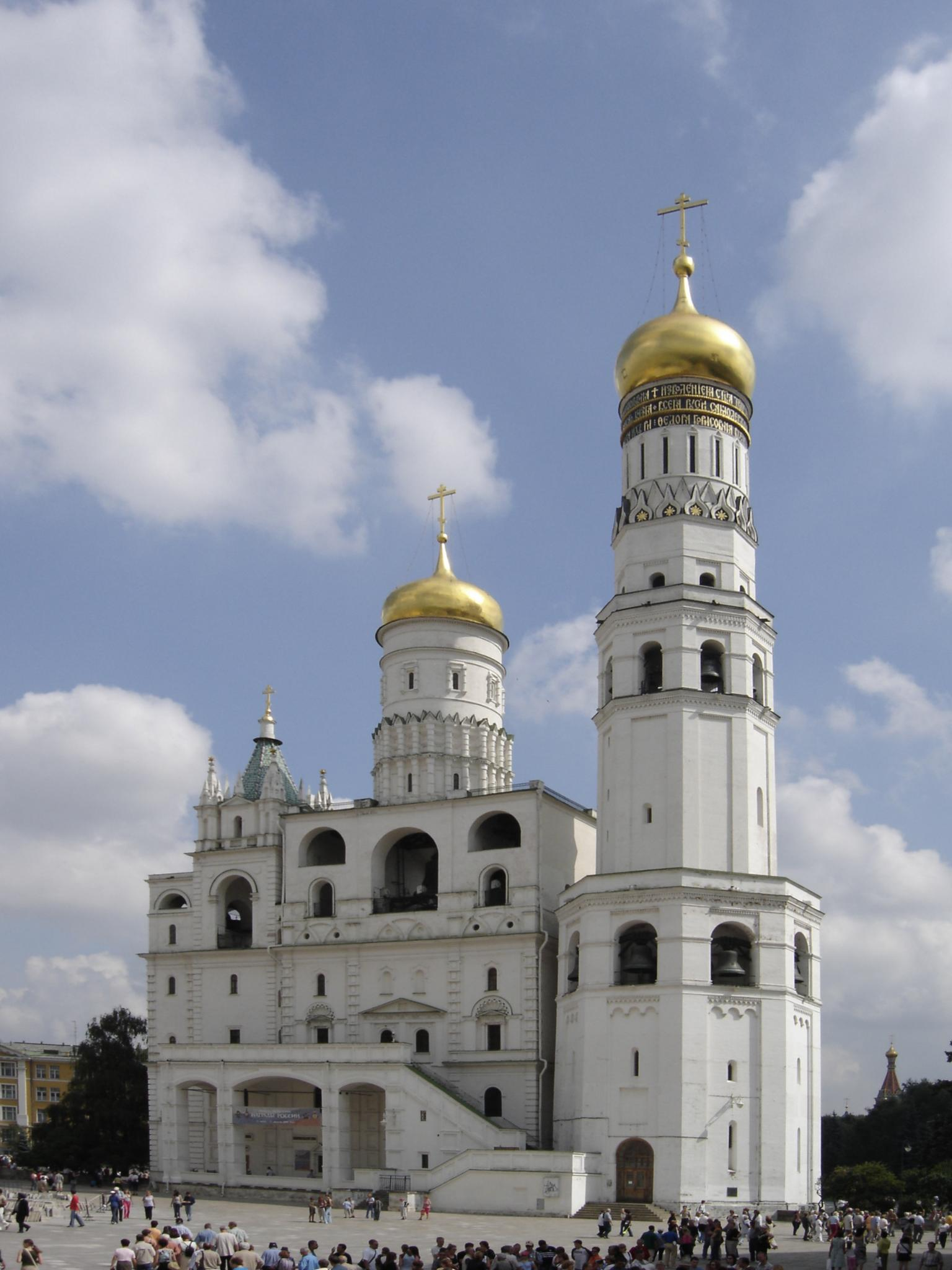
Campanario de Iván el Grande (1813-1817)
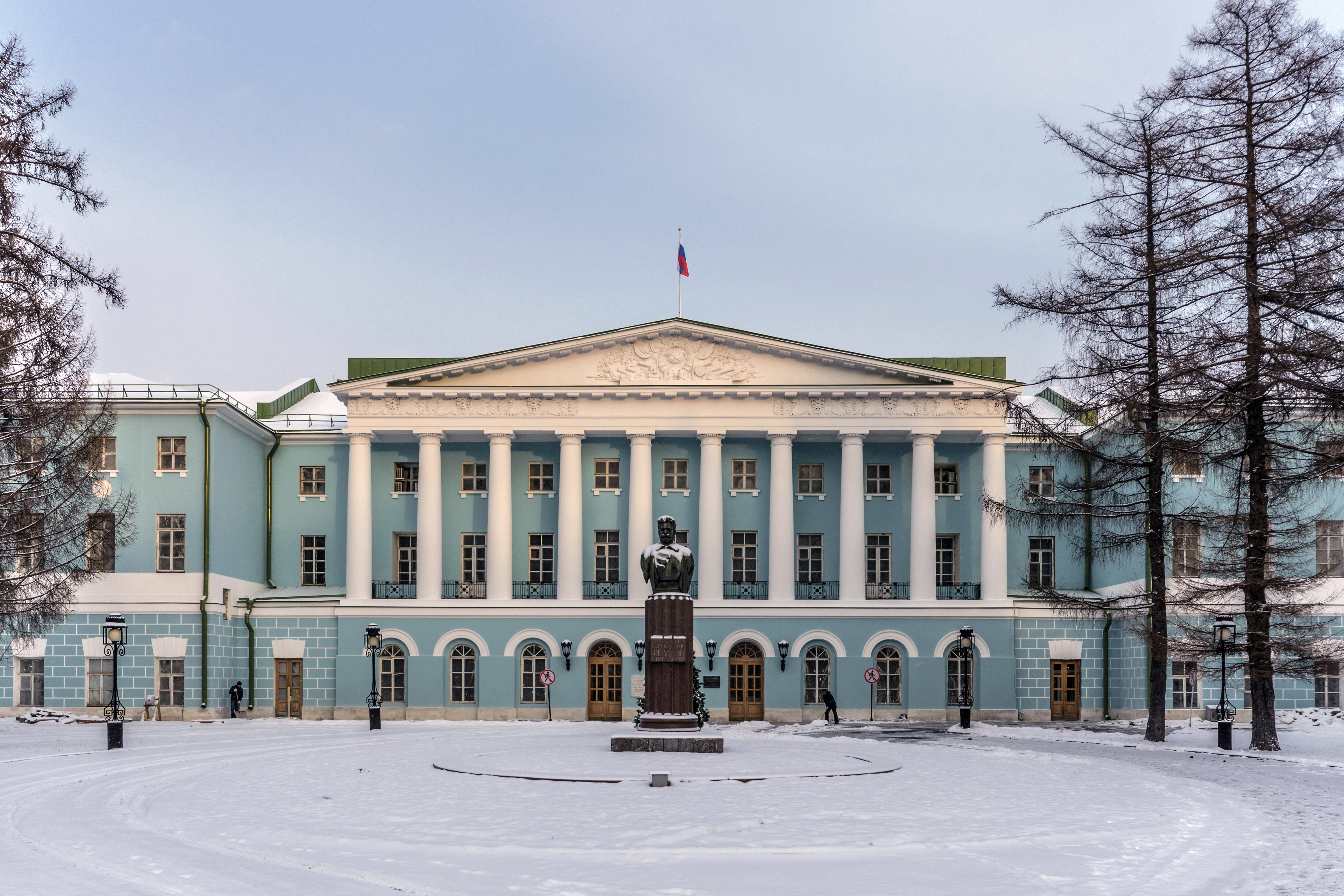
Instituto de Catalina
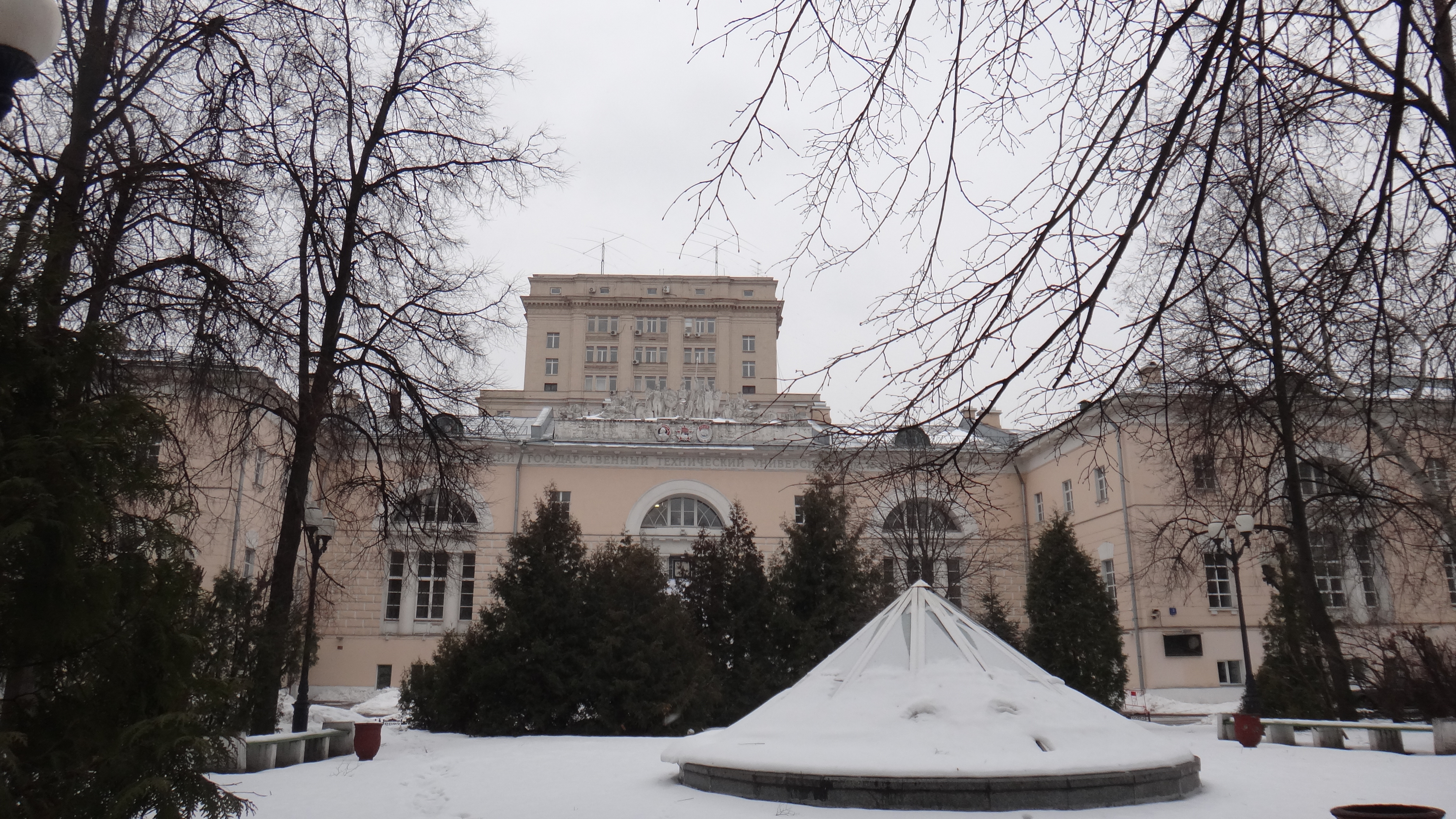
Palacio Slobodskoy